# Naira
Der Naira (₦, NGN) ist die Währung von Nigeria.
1 Naira unterteilt sich in 100 Kobo (k). Er wurde 1973 eingeführt und ersetzte das nigerianische Pfund.
Der (nigerianische) Naira (NGN) wird von der Central Bank of Nigeria (CBN) herausgegeben. Graduell zieht sich die CBN vom Handling des Bargelds zurück. Mit Stand 15. Februar 2023 listet CBN 8 registrierte Institutionen, die neues Geld ausgeben dürfen („CIT, Cash in Transit“), die ersten 2 davon sind auch mit dem Sortieren („Sorting“) betraut.
1. Bankers Warehouse (auch Sorting)
2. Integrated Cash Management Services (auch Sorting: AIP)
3. Bemil Ltd
4. Alvac Ltd
5. Vanni International Ltd
6. YSY Ltd
7. Technocrime Ltd
8. Utobras Ltd

Zu Zeiten des Ölbooms der 1970er Jahre war der Naira eine international beliebte Währung mit Umtauschkursen von bis zu 2 US-Dollar für einen Naira. Sie verfiel jedoch während der 1980er Jahre.
Bis Mitte der 1990er Jahre gab es nur 5-, 10-, 20- und 50-Naira-Banknoten, erst in der zweiten Hälfte der Dekade wurden aufgrund von Inflation und Kursverlusten die 100er-, die 200er- und die 500er-Noten eingeführt, seit Oktober 2005 gibt es die 1000er-Note. Trotz seiner Schwäche ist der Naira in der westafrikanischen Subregion, zumindest in den unmittelbaren Nachbarländern Nigerias, ohne größere Probleme als Währung nutzbar.
Am 28. Februar 2007 gab Nigeria die ersten Polymerbanknoten zu 20 Naira aus; die Werte zu 5, 10 und 50 Naira folgten am 30. September 2009. Die Wertstufen 100, 200 und 500 Naira werden weiterhin (Stand 2012) auf Papier gedruckt. Kobo-Münzen sind aufgrund ihrer geringen Wertigkeit selten im alltäglichen Zahlungsverkehr anzutreffen, sondern werden nur im Zahlungsverkehr der Banken verwendet.
Die 20-Naira-Note basiert auf Polypropylen, die anderen Werte auf „COMBER“, einem Baumwollpapier („by-product of cotton“).
Die Banknoten des Nairas sind viersprachig beschriftet und beinhalten die Quantitätsangaben des jeweiligen Geldscheins in Igbo, Englisch, Yoruba und Haussa. Während die ersten drei Sprachen mit lateinischen Buchstaben wiedergegeben werden, wird für die Haussa-Kennzeichnung die auf dem Arabisch basierende Adschami-Schrift verwendet.
Im Oktober 2021 wird eNaira, die digitale Version der Staatswährung, in Nigeria offiziell eingeführt.

## Neue Geldscheinen und Münzen 2023
Bis spätestens zum 17. Februar 2023 müssen die alten Naira-Banknoten in durch die CBN (Central Bank of Nigeria) neu herausgegebene Scheine umgetauscht werden. Danach verlieren die alten Naira-Banknoten außerhalb der CBN ihre Gültigkeit als gesetzliches Zahlungsmittel.
Sowohl Scheine (Wasserzeichen: Logo der CBN (2 Hände, Ring aus 3 Hufeisen, Astgabel, Adler)) statt bisher nur der Adler, nun neu mit Sicherheitsmerkmalen (z. B. Kippeffekt Gold–Grün) als auch Münzen haben etwas geringere Maße, mit den Zielen:
- Kosten der Herstellung sparen
- Leichtere Handhabung im Alltag
- Schonung der Scheine (etwa beim Einstecken)

Da die neuen Geldscheine nicht überall schnell genug zur Verfügung standen, kam es zu einer Geldknappheits-Krise. Mehrere Bundesstaaten reichten beim Supreme Court gemeinsam Klage gegen den Umtauschzwang ein, über die das Gericht am 3. März 2023 entscheiden will.

## Geplante westafrikanische Währungsunion
Der Naira soll, wie fast alle westafrikanischen Währungen, im Rahmen der geplanten westafrikanischen Währungsunion durch den Eco abgelöst werden.